# Industrias Eduardo Sal-Lari
Industrias Eduardo Sal-Lari S.A. fue la última empresa argentina fabricante de automóviles en serie, de capitales 100 % locales. Desarrolló sus actividades durante la década de 1980. Fabricó automóviles de bajo costo, inicialmente, derivados de modelos de la marca Citroën (Sobre los cuales desarrolló tecnología propia) y más tarde, vehículos inéditos desarrollados sobre las plataformas de automóviles Citroën y comercializados bajo su propia marca: IES.

## Historia
La fabricante francesa de automóviles Citroën decide hacia 1980 retirarse del mercado argentino y vende el paquete accionario de su filial local (Citroën Argentina S.A.) al ingeniero Eduardo Sal Lari. Sal Lari tenía importantes vínculos comerciales con Citroën Argentina ya que era propietario de la firma Daher Boge que fabricaba y proveía amortiguadores para automóviles a la firma francesa.
Durante un tiempo, la firma (aún llamada Citroën Argentina), continuó produciendo automóviles marca Citroën con el lote de autopartes que había recibido Sal Lari al comprar el paquete accionario. También durante este período se compraron unidades francesas para comercializarlas en Argentina.

## Cambio de nombre y proyecto propio

### IES 3cv M83, IES 3cv M84, IES 3cv <M85>, 3cv América y 3cv Súper América.
En 1982 con un mercado automotor deprimido y cerrado, Sal Lari decide transformar su empresa y comienza a fabricar íntegramente el 3CV. En 1983 cambia su nombre de Citroën Argentina a Industrias Eduardo Sal Lari y comienza a producir el modelo 3CV como IES 3CV y el furgón AK 400 como IES Carga (IES es el acrónimo del nombre Industrias Eduardo Sal-Lari). También continuó la fabricación del Méhari con la denominación Safari. 
En el mismo año de 1983 comienza a construir una nueva planta automotriz en la ciudad bonaerense de Mercedes a donde trasladaría a partir de 1985 la fabricación de todos los vehículos de la marca.
El IES 3CV fue modernizado en dos etapas, primero en 1986 con cambios estéticos transformándose en IES 3cv América y posteriormente en 1987 con cambios más importantes (básicamente mecánicos) llamándose desde entonces IES 3cv Súper América (erróneamente, algunos lo mencionan cómo América Super). 
En este último modelo se abandona el diseño de chasis, suspensiones, frenos y dirección de origen Citroën, para reemplazarlo por uno de estructura tubular y cuadernas transversales montado sobre unas suspensiones de parrillas y ballestas transversales con amortiguadores telescópicos hidráulicos montados en posición oblicua y el motor es llevado a 635 cm de cilindrada alimentado por un carburador de dos bocas y contando con un sistema de ignición electrónica.
El interior del habitáculo tuvo cambios: volante, instrumental, tablero completamente distinto a los ya acostumbrados del anterior 3cv, palanca de cambios en el piso, y además de la llave de arranque, había que colocar una tarjeta electrónica, para que el motor se encendiera.

### Gringa
Sobre la misma plataforma en 1988 se desarrolla una pick up liviana construida en fibra de vidrio llamada Gringa de formas muy agradables y que podía ser equipada con tracción a las cuatro ruedas (de hecho el Ejército Argentino tuvo algunas de estas unidades 4x4).

### Gringo
En 1989 se lanza el que se denominó “primer jeep argentino”: El Gringo. Un vehículo cuyo desarrollo parte de la pick up Gringa. Tenía una carrocería para cinco pasajeros, portón trasero de apertura lateral y una amplia superficie vidriada detrás de las puertas. Diseñado y desarrollado por el ingeniero argentino Alfredo Osvaldo Raspanti.

## Crisis económica y quiebra
La crisis económica desatada en la República Argentina en febrero de 1990, durante la presidencia de Carlos Menem, llevó a Industrias Eduardo Sal-Lari a una situación financiera muy difícil que derivó en la quiebra de la compañía. La caída coincidió con la presentación del modelo Gringo
Por esa época, también se estaba llevando adelante el proyecto "El Latinoamericano" que consistía en el desarrollo de un vehículo de bajo costo, dotado de un motor de 4 cilindros, cuyas partes se produjeran en distintos países de América Latina y que fuera ensamblado en todos ellos y de esta manera lograr ampliar las fronteras para los automóviles IES.